# Universidad Emiliano Zapata
La Universidad de Nuevo León Emiliano Zapata (UNEZ) Se caracteriza por la facilidad de enseñanza, destacado nivel académico y oportunidades para todos.[cita requerida]
Ofrece una formación a través de promover, patrocinar, gestionar, organizar y financiar convenios y acuerdos con instituciones públicas y privadas

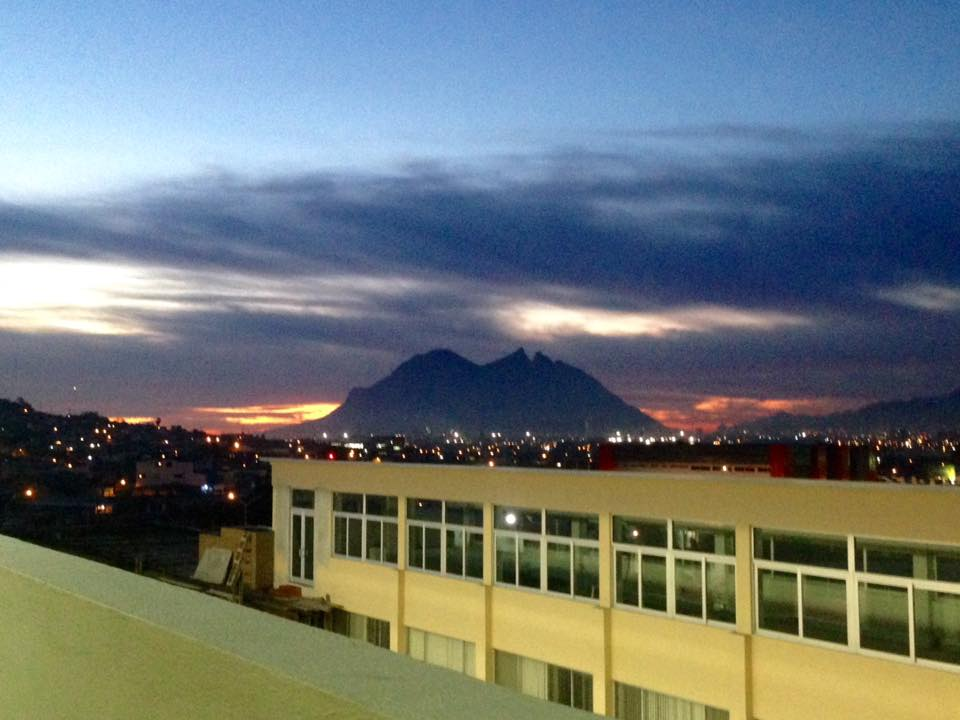
Torre Central UNEZ

## Fundación
El 4 de marzo de 2011 se publicó la creación de la UNEZ en el Periódico Oficial del Estado de Nuevo León. En ese momento se estaba cristalizando un ideal que se fue gestando a lo largo de 43 años, en el movimiento social estudiantil, obrero, campesino y magisterial, en este contexto se dieron las condiciones para el surgimiento del Frente Popular Tierra y Libertad en 1973, abogando por la igualdad social, en el cual se incluía la igualdad educativa. Como logro educativo, el Frente Popular Tierra y Libertad hoy cuenta con más de cien escuelas desde el nivel inicial, preescolar, primaria, secundaria, escuelas de Artes y Oficios, Preparatoria Técnica y desde 2011 con la Universidad Emiliano Zapata.
La UNEZ fue una respuesta a la necesidad de un sistema educativo de educación superior, donde exista la igualdad social y educativa.  La UNEZ nació con ideas claras de su misión, con ideales firmemente vividos por sus fundadores, cimentada sobre valores socio-marxistas y con intenciones de lograr altos estándares académicos. 
El espíritu de lucha y solidaridad manifestados en los inicios del movimiento estudiantil de los años sesenta en México, han permanecido en todo momento y circunstancia en el sistema educativo que representa el Frente Popular Tierra y Libertad, y en su Universidad Emiliano Zapata.

## Instalaciones
La Universidad cuenta con un campus urbano constituido por varias instalaciones distribuidas alrededor del Sector Heroico, al Norte de la Ciudad de Monterrey, además de otras edificaciones(escuelas primarias y secundarias de la zona) ubicadas en la zona norte y poniente de Monterrey.

## Escudo
La institución describe el escudo de la siguiente manera:
En el campo superior aparece el nombre: Universidad Emiliano Zapata
El escudo se divide en 4 cuadrantes: El cuadrante superior izquierdo contiene la imagen de un libro que representa el Manifiesto Comunista de Karl Marx. En el cuadrante superior derecho se encuentra La estrella de cinco puntas, símbolos del socialismo científico y del comunismo. En el cuadrante inferior izquierdo se encuentra el símbolo del átomo, que representa la ciencia. En el cuadrante inferior derecho se encuentra el símbolo del engranaje, que representa al movimiento obrero.
En el campo inferior aparece la frase del poeta cubano José Martí: Ser Culto, Para ser libre.

## Tradición "Tocar La Libertad"
Tradición ideada por las autoridades universitarias, y tocada por primera vez en el 2017; La Campana: La Libertad se convirtió en un símbolo de compromiso ante la Verdad, la Justicia y la Honestidad. Una vez que sea aprobado el Documento de Titulación, el egresado toca tres veces la campana anunciando su ingreso a la sociedad como egresado universitario de la UNEZ, bajo el ideal de ser un profesional ético, honrado y digno.
Tocar la “Libertad” es un homenaje reservado para alumnos que aprueban su examen profesional y tiene como misión anunciar a la comunidad con su sonido cargado de emociones, la grandeza del ser humano.

## Oferta educativa
- Licenciado en Administración de Empresas
- Licenciado en Banca y Finanzas
- Contador Público
- Licenciado en Relaciones Internacionales
- Licenciado en Trabajo Social y Comunitario
- Licenciado en Psicología(hasta el 2020)
- Licenciatura en Psicología y Neurociencias
- Licenciado en Enfermería
- Ingeniero Industrial y Logística.
- Licenciatura en Educación Inicial y Preescolar
- Médico Cirujano
- Ingeniero Arquitecto
- Ingeniería en Diseño Industrial e Innovaciones Tecnológicas
- Ingeniero Administrador en Tecnologías de la información